# ۵۱۵ (پیش از میلاد)
۵۱۵ (پیش از میلاد) ۵۱۵مین سال قبل از تقویم میلادی است.